# Alan Van Sprang
Alan Van Sprang (Calgary, 19 de junio de 1971) es un actor canadiense más conocido por sus participaciones en televisión.

## Biografía
Alan tiene un hijo llamado Logan Van Sprang.

## Carrera
En el 2001 se unió al elenco de la quinta temporada de la serie canadiense Earth: Final Conflict donde interpretó a Howlyn hasta el 2002. Ese mismo año interpretó al criminal Leonard Stokes en un episodio de la serie norteamericana Monk.
En el 2003 interpretó a Jimmi Zavras, un hombre que ataca la colonia y ataca a uno de los amigos de Travis para vengarse de él por haber traicionado a Clan Verrun en el primer episodio de la segunda temporada de la serie Starhunter.
En el 2005 apareció como invitado en un episodio de la quinta temporada de la serie Degrassi: The Next Generation donde dio vida a Leo Davies, el mánager de una banda que decide irse a Vancouver con Craig Manning para grabar un demo.
En el 2007 se unió al elenco de la primera temporada de la serie juvenil Samantha Best, donde dio vida a Lee Campbell.
En el 2009 se unió al elenco de la tercera temporada de la popular serie The Tudors donde interpretó a Sir Francis Bryan, un cortesano y diplomático inglés durante el reinado del Rey Enrique VIII de Inglaterra (Jonathan Rhys-Meyers) Ese mismo año apareció por primera vez en la serie Being Erica donde dio vida a Jody, hasta el 2010.
También interpretó al coronel Sarge "Nicotine" Crockett en la película de horror Survival of the Dead y apareció como invitado en un episodio de la serie Flashpoint donde interpretó a Donald Mitchell, un hombre que secuestra y amenaza con matar al abogado Adam Westfall luego de que el asistente de Adam ayudara a su ex-esposa Helen Mitchell (Kathleen Robertson) a secuestrar a sus hijos.
En el 2011 se unió al elenco principal de la serie King donde interpretó al detective sargento Derek Spears, el antiguo jefe del departamento de delitos graves y compañero de la detective Jessica King (Amy Price-Francis), hasta el final de la serie en el 2012.
Ese mismo año apareció en la película Immortals donde interpretó a Dareios, un esclavo que se une a Teseo (Henry Cavill) en su búsqueda. También apareció como invitado en un episodio de la serie Rookie Blue donde dio vida al ex-policía Patrick Murphy, el dueño de un bar y amigo del oficial Oliver Shaw (Matt Gordon).
En el 2013 se unió al elenco principal de la nueva serie Reign donde interpreta al rey Enrique II de Francia, y durante la segunda temporada apareció como personaje recurrente.
En el 2016 se unió al elenco de la serie Shadowhunters para interpretar al principal antagonista, Valentine Morgenstern, un cazador de sombras.

## Filmografía

### Series de televisión
| Año         | Título                                   | Personaje               | Notas                                    |
| ----------- | ---------------------------------------- | ----------------------- | ---------------------------------------- |
| 2016-2017   | Shadowhunters                            | Valentine Morgenstern   | Personaje recurrente                     |
| 2013 - 2015 | Reign                                    | Rey Henry II de Francia | 24 episodios                             |
| 2013        | Saving Hope                              | Thomas Ford             | episodio "Defriender"                    |
| 2013        | The Listener                             | Shane Dent              | episodio "Caged In"                      |
| 2012        | The L.A. Complex                         | Eric                    | 3 episodios                              |
| 2011 - 2012 | King                                     | Det. Derek Spears       | 21 episodios                             |
| 2011        | Rookie Blue                              | Patrick Murphy          | episodio "Might Have Been"               |
| 2009 - 2010 | Being Erica                              | Jody                    | 3 episodios                              |
| 2009 - 2010 | Cra$h & Burn                             | Padre Benedito          | 7 episodios                              |
| 2009        | Flashpoint                               | Donald Mitchell         | episodios "Custody"                      |
| 2009        | Guns                                     | John Willison           | 2 episodios - miniserie                  |
| 2009        | The Tudors                               | Sir Francis Bryan       | 8 episodios                              |
| 2006, 2008  | ReGenesis                                | Jack Bowden             | 3 episodios                              |
| 2008        | Would Be Kings                           | Gary Coyle              | 2 episodios- miniserie                   |
| 2007        | Samantha Best                            | Lee Campbell            | 11 episodios                             |
| 2007        | A Taste of Shakespeare                   | Cassio                  | episodio "Othello"                       |
| 2007        | Samantha Best                            | Lee Campbell            | 11 episodios                             |
| 2006        | 11 Cameras                               | Bruce                   | 22 episodios                             |
| 2007        | Samantha Best                            | Lee Campbell            | 11 episodios                             |
| 2005        | Degrassi: The Next Generation            | Leo Davies              | episodio "Together Forever"              |
| 2005        | Missing                                  | Will Sheperd            | episodio "Unnatural Disaster"            |
| 2005        | Wild Card                                | Stevie                  | episodio "See Ya Later, Investigator!"   |
| 2005        | G-Spot                                   | Alan                    | episodio "Bronzed Vagina"                |
| 2004        | Paradise Falls                           | Johnny Brice            | 16 episodios                             |
| 2004        | Metropia                                 | Detective Dunlap        | -                                        |
| 2004        | The Newsroom                             | Reemplazo de George     | episodio "The British Accent"            |
| 2004        | Puppets Who Kill                         | Compañero de Ted        | episodio "Dead Ted"                      |
| 2003        | Starhunter                               | Jimmi Zavras            | episodio "Rebirth"                       |
| 2003        | Mutant X                                 | Rae Lerkin              | episodio "Inferno"                       |
| 2003        | Bliss                                    | Mr. Leonides            | episodio "The Piano Tuner"               |
| 2003        | Veritas: The Quest                       | Javier                  | episodio "Sangraal"                      |
| 2002        | Adventure Inc.                           | Paul Ziglen             | episodio "Fatal Error"                   |
| 2002        | Monk                                     | Leonard Stokes          | episodio "Mr. Monk Goes to the Carnival" |
| 2001 - 2002 | Earth: Final Conflict                    | Howlyn                  | 22 episodios                             |
| 2002        | Mentors                                  | Harry Houdini           | episodio "A Matter of Time: Part 2"      |
| 2001, 2002  | Soul Food                                | Doctor Caldwell         | 3 episodios                              |
| 2001        | Drop the Beat                            | Cary                    | 2 episodios                              |
| 2000        | Code Name: Eternity                      | Brady                   | episodio "Thief"                         |
| 2000        | D.C.                                     | Doctor Ben              | 2 episodios                              |
| 2000        | Traders                                  | -                       | episodio "Scents and Sensibilities"      |
| 1999        | PSI Factor: Chronicles of the Paranormal | Griffin                 | episodio "Temple of Light"               |
| 1999        | La Femme Nikita                          | Carl Peruze             | episodio "Under the Influence"           |
| 1999        | Power Play                               | Hamilton                | episodio "Family Values"                 |
| 1999        | The City                                 | -                       | episodio "Where the Bodies are Buried"   |
| 1998        | Made in Canada                           | Jeremy Black            | 2 episodios                              |
| 1998        | Highlander: The Raven                    | William Kenworth        | episodio "Bloodlines"                    |
| 1997        | Viper                                    | Karl Warrick            | episodio "Triple Cross"                  |
| 1994        | Robin's Hoods                            | Carl Rossi              | episodio "Bad Girl"                      |

### Películas
| Año  | Título                               | Personaje                      | Notas                                                                                        |
| ---- | ------------------------------------ | ------------------------------ | -------------------------------------------------------------------------------------------- |
| 2011 | Immortals                            | Dareios                        | junto a Henry Cavill, Stephen Dorff, Luke Evans, Isabel Lucas y Kellan Lutz                  |
| 2010 | Pay in Full                          | Sergei                         | junto a Walter Alza, Philip Bucceri, Francisco Chacin y Pip Dwyer                            |
| 2009 | Survival of the Dead                 | Col. Sarge "Nicotine" Crockett | junto a Kenneth Welsh, Kathleen Munroe, Devon Bostick y Stefano DiMatteo                     |
| 2008 | Phantom Punch                        | Nico Orso                      | junto a Ving Rhames, Stacey Dash, Nicholas Turturro, Bridgette Wilson-Sampras y David Proval |
| 2007 | Diary of the Dead                    | Coronel                        | junto a Michelle Morgan, Joshua Close, Shawn Roberts, Chris Violette y Amy Lalonde           |
| 2007 | Shutter                              | Lukas                          | corto - junto a Sonja Bennett, Kasia Vassos y Dylan Akio Smith                               |
| 2006 | Saw III                              | Chris                          | junto a Tobin Bell, Shawnee Smith, Angus Macfadyen, Bahar Soomekh y Donnie Wahlberg          |
| 2005 | Devil's Perch                        | Jake                           | junto a Sean Bell, Zoie Palmer y Shawn Lawrence                                              |
| 2005 | Land of the Dead                     | Brubaker                       | junto a Simon Baker, John Leguizamo, Asia Argento, Robert Joy y Dennis Hopper                |
| 2005 | Confessions of an American Bride     | Mitchell Stone                 | junto a Shannon Elizabeth, Eddie McClintock y Geoff Stults                                   |
| 2004 | Anonymous Rex                        | Raal                           | junto a Sam Trammell, Daniel Baldwin, Stephanie Lemelin y Tamara Gorski                      |
| 2004 | Evel Knievel                         | John Derek                     | junto a George Eads, Jaime Pressly, Lance Henriksen y Matt Gordon                            |
| 2003 | In the Dark                          | Lawrence Taylor                | junto a Michael Murphy, Kathleen Robertson y Joanne Vannicola                                |
| 2003 | Rush of Fear                         | John "J.J." Gillis             | junto a Rosanna Arquette, Claudette Mink, Chris Potter, Diego Wallraff y Joseph Kell         |
| 2003 | The Visual Bible: The Gospel of John | Judas Iscariote                | junto a Christopher Plummer, Henry Ian Cusick, Stuart Bunce y Daniel Kash                    |
| 2003 | Do or Die                            | Tink                           | junto a Shawn Doyle, Polly Shannon, Nigel Bennett y Guylaine St-Onge                         |
| 2002 | Narc                                 | Michael Calvess                | junto a Ray Liotta, Jason Patric, Dan Leis, Lloyd Adams y Meagan Issa                        |
| 2001 | Stolen Miracle                       | Darryl Courmier                | junto a Leslie Hope, Nola Augustson, Gabriel Hogan, Marnie McPhail y Dean McDermott          |
| 2001 | Earth Angels                         | Lucas                          | junto a Nicholas Lea, Lynn Collins, Karl Geary y Sandrine Holt                               |
| 2000 | The Uncles                           | Alan Rossi                     | junto a Chris Owens, Tara Rosling, Kelly Harms y Veronica Hurnick                            |
| 2000 | Best Actress                         | Billy Walsh                    | junto a Thomas Calabro, Jaime Pressly, Rachel Hunter y Anthony Head                          |
| 2000 | Steal This Movie                     | David Glenn                    | junto a Vincent D'Onofrio, Janeane Garofalo, Jeanne Tripplehorn, Kevin Pollak y Donal Logue  |
| 1997 | Masterminds                          | Hombre Feliz                   | junto a Patrick Stewart, Vincent Kartheiser, Brenda Fricker, Bradley Whitford y Matt Craven  |
| 1996 | Carpool                              | Kirk                           | junto a Tom Arnold, David Paymer, Rhea Perlman, Rod Steiger y Kim Coates                     |
| 1996 | Conundrum                            | Ted Baum                       | junto a Michael Biehn, Marg Helgenberger, Ron White, Peter MacNeill y Dan Lett               |
| 1996 | Closer and Closer                    | Entrevistador                  | junto a Kim Delaney, Scott Kraft, Henry Alessandroni y Jim Codrington                        |
| 1995 | Black Fox: Good Men and Bad          | Longbaugh                      | junto a Christopher Reeve, Kim Coates, Tony Todd y Janet Bailey                              |
| 1995 | Dangerous Intentions                 | Marshall Cameron               | junto a Donna Mills, Corbin Bernsen, Robin Givens y Tom Cavanagh                             |

### Equipo misceláneo
| Año  | Título    | Notas |
| ---- | --------- | ----- |
| 1998 | Revisited | corto |